# Liste der DSV- und DMYV-Führerscheine

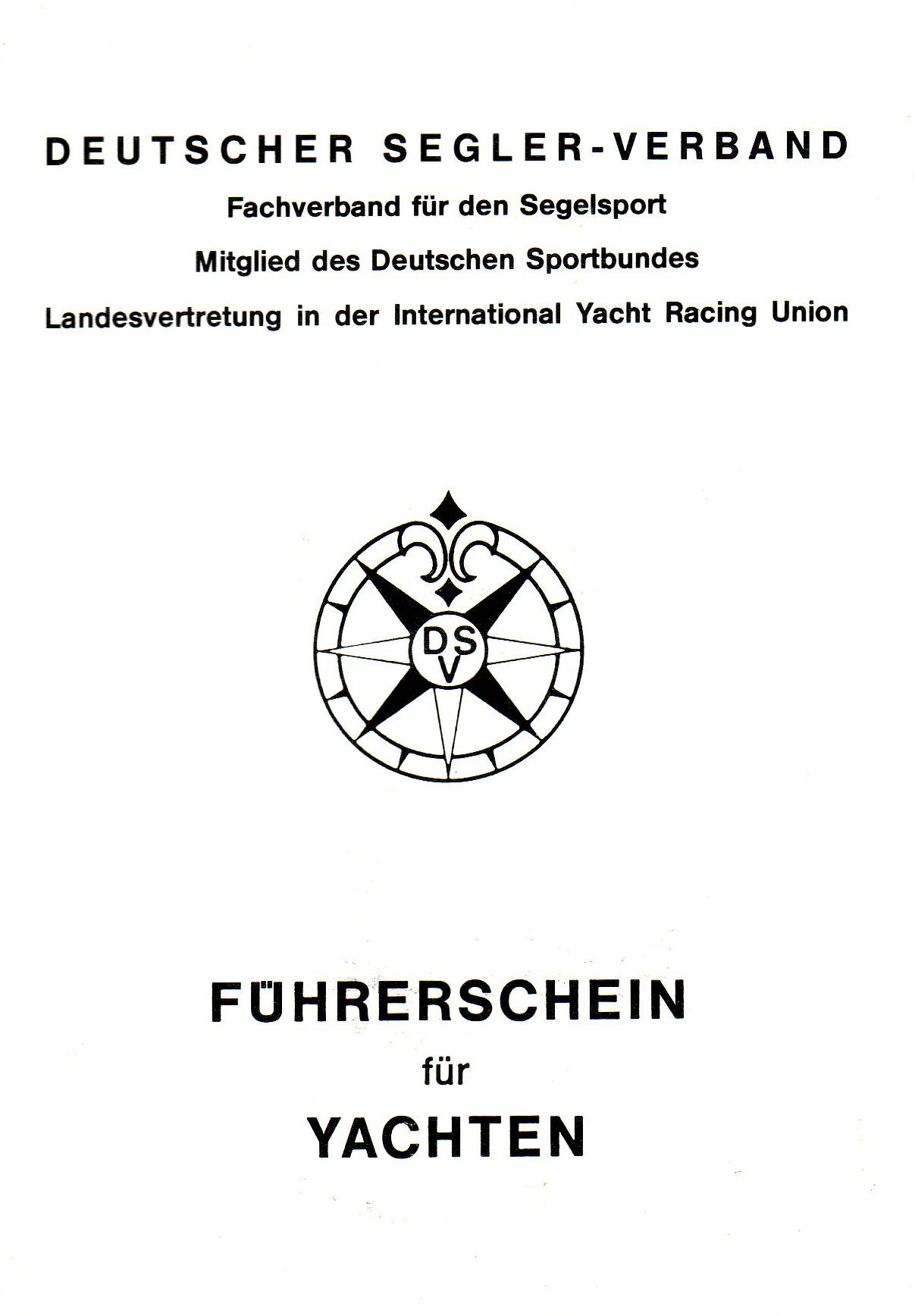
BR-Schein des DSV (der Vorgänger des SKS)

DSV-Führerscheine sind vom Deutschen Segler-Verband (DSV) oder vom Deutschen Motoryachtverband (DMYV) ausgegebene, nicht-amtliche Befähigungszertifikate für Sportbootführer, mit denen der Inhaber nachweisen kann, dass er einen vom DSV oder DMYV festgelegten und geprüften Ausbildungsstand besitzt. Diese Verbandsführerscheine haben keine amtliche (rechtliche) Bedeutung.
Der DSV stellte Ende 2002 die Ausgabe der Verbandsführerscheine A, BR, BK, C und R für Yachten und Jollen ein.
Seit dem 1. Januar 2003 vergibt der DSV anstelle der verbandsinternen Führerscheine die amtlichen Sportbootführerschein Binnen, Sportbootführerschein See und Sportschifferscheine im Auftrag des Bundesministeriums für Verkehr, Bau und Stadtentwicklung.
Als verbandsinterne DSV-Führerscheine werden heute nur noch der Jugendsegelschein und der Sportsegelschein ausgegeben.
Seit 2013 vergibt der DMYV das Sportbootzertifikat.

## Ehemalige verbandsinterne Scheine
Folgende Scheine wurden bis zum 1. Januar 2003 ausgegeben:

### A-Schein
Der A-Schein bescheinigte dem Inhaber ausreichende Fähigkeiten für das Segeln auf Binnengewässern. Das Mindestalter war 14 Jahre. Der A-Schein entsprach in den Anforderungen in etwa dem heutigen Sportbootführerschein Binnen unter Segeln. Der A-Schein konnte auch für „Yachten unter Segel und unter Motor“ erteilt werden. Damit umfasste er auch den heutigen amtlichen Sportbootführerschein Binnen (unter Motor). Der Führerschein ist weiterhin gültig, eine prüfungsfreie Umschreibung in der jeweiligen Antriebsart ist möglich.

### BR-Schein
Der BR-Schein war der Nachweis über Kenntnisse des Segelns innerhalb der 12-Seemeilen-Zone (kleine Küstenfahrt). Die Bezeichnung BR stand für Kategorie B, Revierfahrt. Der BR-Schein entsprach in etwa den Anforderungen des heutigen Sportküstenschifferscheins unter Antriebsmaschine und unter Segeln. Er kann prüfungsfrei in den Sportküstenschifferschein der jeweiligen Antriebsart umgeschrieben werden, wenn er vor dem 1. Oktober 1999 ausgestellt wurde.

### BK-Schein
Der BK-Schein war für den Bereich von 30-Seemeilen Entfernung von der Küste vorgesehen. Das Mindestalter war 16 Jahre. Die Bezeichnung BK stand für Kategorie B, Küstenfahrt. Der BK-Schein entsprach von den Anforderungen her in etwa dem Sportseeschifferschein unter Antriebsmaschine und unter Segeln. BK-Scheine können bis heute ohne weitere Bedingungen in den Sportseeschifferschein umgeschrieben werden.

### C-Schein
Der C-Schein war ein Zertifikat über ausreichendes Wissen für die weltweite Fahrt. Voraussetzung war der BK-Schein und zusätzlich 2.000 gefahrene Seemeilen. Das Mindestalter war 18 Jahre. Der C-Schein entsprach von den Anforderungen her in etwa dem 
Sporthochseeschifferschein unter Antriebsmaschine und Segeln; allerdings beinhaltete die Prüfung zum C-Schein keine Anforderungen zu elektronischer Navigation. Inhaber des C-Scheins des DSV können den Sporthochseeschifferschein bis heute prüfungsfrei umschreiben. Ist der C-Schein vom DMYV, ist eine Umschreibung mit der Antriebsart Antriebsmaschine und unter Segel nur möglich, wenn vorher 1.000 Seemeilen Erfahrungsseefahrtszeit auf Segelyachten als Wachführer oder dessen Vertreter gemacht wurden. Ansonsten ist der Sporthochseeschifferschein auf die Antriebsart Antriebsmaschine beschränkt.

### R-Schein
Der R-Schein (Revierschein) war für das Segeln innerhalb der 3-Seemeilen-Zone an der deutschen Küste vorgesehen. Es gibt heute keine Entsprechung, da der Sportbootführerschein mit dem Geltungsbereich Seeschifffahrtsstraßen ein reiner Motorbootschein ist.

## Heutige verbandsinterne Scheine

### DSV-Jugendsegelschein
Der Jugendsegelschein ist ein verbandsinterner Segelschein des DSV. Er kann bis zum vollendeten 14. Lebensjahr mit Zustimmung der gesetzlichen Vertreter erworben werden. Voraussetzung ist das Deutsche Schwimmabzeichen in Bronze.
Bis zum 1. März 2021 hieß dieser Segelschein Jüngstensegelschein.

### DSV-Sportsegelschein
Nach den Bestimmungen des DSV und der World Sailing müssen Teilnehmer an einer vom DSV oder World Sailing ausgerichteten Regatta, genauer die Schiffsführer, auch über einen Segelschein des nationalen Verbands verfügen. Er ersetzt keinen Führerschein.

### DMYV-Sportbootzertifikat
Das DMYV-Sportbootzertifikat ist eine verbandsinterne Bescheinigung des DMYV über die Teilnahme an einem Einweisungslehrgang. Er ist für Motorboote bis 15 PS gedacht und ersetzt keinen Führerschein.